# Семёновское (Дмитровский городской округ)
Семёновское — село в Дмитровском районе Московской области. Относится к Синьковскому сельскому поселению. Население — 923 чел. (2010). До 1954 года — центр Семёновского сельсовета. В 1994—2006 годах — центр Кульпинского сельского округа.

## Население
| 2002 | 2006  | 2010 |
| ---- | ----- | ---- |
| 978  | ↗1048 | ↘923 |

## Описание
На территории села расположена одна школа, 5 пятиэтажных домов, 3 двухэтажных дома, частный сектор, один молодёжный центр, дом культуры, несколько магазинов, детский сад, ФАП, аптека, Почта России, ЖКО, стройматериалы, агрокомплекс. Инфраструктура развита. Рядом с селом проходит Рогачёвское шоссе.